# Chrysosplenium qinlingense
Chrysosplenium qinlingense är en stenbräckeväxtart som beskrevs av Z.P. Jien och J.T. Pan. Chrysosplenium qinlingense ingår i släktet gullpudror, och familjen stenbräckeväxter. Inga underarter finns listade i Catalogue of Life.